# اشلی داد
اشلی داد (انگلیسی: Ashley Dodd؛ زادهٔ ۷ ژانویهٔ ۱۹۸۲) بازیکن فوتبال اهل بریتانیا است.
از باشگاه‌هایی که در آن بازی کرده‌است می‌توان به باشگاه فوتبال گرزلی، باشگاه فوتبال استافورد رانجرز، باشگاه فوتبال پورت ویل، و باشگاه فوتبال منچستر یونایتد اشاره کرد.